# SM UC-15
Le SM UC-15 (ou Unterseeboot UC-15) est un sous-marin allemand (U-Boot) de type UC I mouilleur de mines utilisé par la Kaiserliche Marine pendant la Première Guerre mondiale.

## Conception
Sous-marin allemand de type UC I, le SM UC-15 a un déplacement de 168 tonnes en surface et de 183 tonnes en immersion. Il avait une longueur totale de 33,99 m, une largeur de 3,15 m, et un tirant d'eau de 3,04 m. Le sous-marin était propulsé par un moteur diesel Daimler-Motoren-Gesellschaft à six cylindres et quatre temps, produisant 90 chevaux-vapeur (66 kW), un moteur électrique produisant 175 chevaux-vapeur (129 kW) et un arbre d'hélice. Il était capable de fonctionner à une profondeur de 50 mètres.
Le sous-marin avait une vitesse maximale en surface de 6,20 nœuds (11,48 km/h) et une vitesse maximale en immersion de 5,22 nœuds (9,67 km/h). Lorsqu'il est immergé, il peut parcourir 50 milles marins (93 km) à 4 nœuds (7,4 km/h) ; lorsqu'il fait surface, il peut parcourir 780 milles marins (1 440 km) à 5 nœuds (9,3 km/h). Le SM UC-15 était équipé de six tubes de mines de 100 centimètres, douze mines UC 120 et une mitrailleuse de 8 millimètres. Son équipage était composé de quatorze à dix-neuf membres.
Le SM UC-15 a été commandé le 23 novembre 1914 comme le quinzième d'une série de 15 navires de type UC I (numéro de projet 35a, attribué par l'Inspection des navires sous-marins), dans le cadre du programme de guerre d'expansion de la flotte. Les cinq derniers navires de ce type, dont l'UC-15, ont été construits dans le chantier naval A.G. Weser à Brême. Le chantier naval a estimé la durée de construction du navire à 5-6 mois.

## Affectations
- U-Flottille Konstantinopel du 28 juin 1915 au 30 novembre 1916

## Commandement
- Oberleutnant zur See (Oblt.) Albrecht von Dewitz du 28 juin 1915 au 20 juin 1916
- Oberleutnant zur See (Oblt.) Bruno Heller du 6 octobre 1916 au 30 novembre 1916

## Patrouilles
Le SM UC-15 a réalisé 8 patrouilles pendant son service actif.

## Navires coulés
Les mines posées par le  SM UC-15 ont coulé 2 navires marchands pour un total de 874 tonneaux et 1 navire de guerre de 350 tonnes au cours des 8 patrouilles qu'il effectua.
| Date          | Nom                     | Nationalité            | Tonnage | Destin |
| ------------- | ----------------------- | ---------------------- | ------- | ------ |
| 25 avril 1916 | Zhivuchi                | Marine impériale russe | 350     | Coulé  |
| 25 avril 1916 | Sv. Georgiy Pobedonsets | Empire russe           | 112     | Coulé  |
| 20 juin 1916  | Merkury                 | Empire russe           | 762     | Coulé  |

## Destin

### 1915
Après sa mise en service sous les ordres de l'Oberleutnant zur See Albrecht von Dewitz, le sous-marin SM UC-15 est transporté par rail jusqu'à la base austro-hongroise de Pola sur l'Adriatique, où il a été réassemblé,. Le navire a été nominalement incorporé à la Marine austro-hongroise (kaiserliche und königliche Kriegsmarine ou K.u.K. Kriegsmarine) sous le nom de U-19, mais l'équipage est resté allemand. Le 18 août, le navire a atteint Constantinople et a été inclus dans l'escadron local de U-Boot,. Du fait que l'UC-15 transportait une cargaison de matériel militaire en Turquie à la place de mines, il a fallu réajuster la section avant du navire à sa fonction initiale, ce qui a exclu le navire des opérations pendant longtemps. Les travaux de réparation ont duré six mois - ils ont été longs en raison de la faible productivité et du manque de matériel et d'installations techniques adéquats des chantiers navals turcs.

### 1916
Le travail du chantier naval effectué à l'UC-15 ne s'est pas terminé avant début mars 1916, lorsqu'un navire de Constantinople s'est rendu à la base allemande de U-Boot à Varna, en Bulgarie. Le navire a effectué sa première mission le 9 mars, mais en raison des dégâts qu'il a subi lors d'une forte tempête, il a dû l'arrêter. Les sorties ultérieures en mer ont été plus réussies, bien qu'elles n'aient pas apporté de succès sous la forme de coulage des unités ennemies: Le 24 mars, 11 mines ont été placées près de Chersonèse en Crimée, et le 1er avril, un nombre identique de mines ont été placées à l'entrée du port de Sébastopol. Avec une autre mission, le navire a quitté Varna le 21 avril, en érigeant un barrage de 12 mines près de Sébastopol. Le 25 avril, le destroyer russe Zhivuvichi (350 tonnes) est entré dans le champ de mines et a coulé avec la perte de 48 membres d'équipage,,. Sur le chemin du retour vers le sud-ouest de Chersonèse, le navire a intercepté et détruit  avec des explosifs une goélette à trois mâts St. Georgi Pobiedonosiec (112 tonneaux). Après avoir collecté un nouveau lot de mines à Constantinople, l'UC-15 a érigé le 28 mai un champ de mines de 12 pièces entre Otchakiv et Odessa. Le 20 juin, un navire à passagers russe Mierkuri  (762 tonneaux), construit en 1910, est entré en contact avec une de ces mines, sur laquelle 272 personnes sont mortes. Le 5 juin, l'UC-15 est retourné à Constantinople, où il a de nouveau fait l'objet d'une réparation navale de longue durée.
Le 6 octobre 1916, un nouveau commandant est nommé du navire qui devient l'Oberleutnant zur See Bruno Heller. Le 13 novembre, le navire part en mission pour construire un champ de mines près de Sulina, à l'embouchure du Danube, d'où il n'est pas revenu,,. On suppose que l'UC-15 a coulé, détruit par l'explosion de sa propre mine, ou est entré dans l'ue des champs de mines érigées dans cette zone en mai par le croiseur Midilli.